# آریکو دی‌اچ. ۴
آریکو دی‌اچ. ۴ (به انگلیسی: Airco_DH.4) یک هواگرد از نوع بمب‌افکن سبک ساخت شرکت آریکو است. هواگرد آریکو دی‌اچ. ۴ نخستین پروازش را در اوت ۱۹۱۶ میلادی انجام داد. این هواگرد در سال مارس ۱۹۱۷ میلادی رسماً معرفی گردید. در مجموع، تعداد ۶۲۹۵ فروند از این هواگرد ساخته شده‌است.